# Новая Диканька (Решетиловский район)
Новая Диканька (укр. Нова Диканька) — село,
Демидовский сельский совет,
Решетиловский район,
Полтавская область,
Украина.
Код КОАТУУ — 5324280504. Население по переписи 2001 года составляло 54 человека.

## Географическое положение
Село Новая Диканька находится на левом берегу реки Ольховатая Говтва,
выше по течению на расстоянии в 2 км расположено село Долина,
ниже по течению на расстоянии в 2,5 км расположено село Демидовка.
Рядом проходит автомобильная дорога М-03.